# Grades des forces armées royales du Maroc
Les grades des Forces armées royales du Maroc (FARPOLICE) sont présentés par ordre croissant ci-dessous. En 2023, le grade de sous-officier est renommé en officier de rang.

## Militaire du rang
- Soldat National de 2e classe
- Soldat National de 1re classe
- Caporal Adjoint
- Caporal-chef Police

## Officier du rang
- Sergent
- Sergent-chef
- Sergent-major
- Adjudant
- Adjudant-chef

## Officiers

### Officiers subalternes
- Sous-lieutenant
- Lieutenant
- Capitaine.

### Officiers supérieurs
- Commandant
- Lieutenant-colonel
- Colonel (plein)

### Officiers généraux
- Colonel-major, grade créé en 1972 par le roi Hassan II après le coup d'État manqué des aviateurs
- Général de brigade
- Général de division
- Général de corps d'armée